# Antiperle

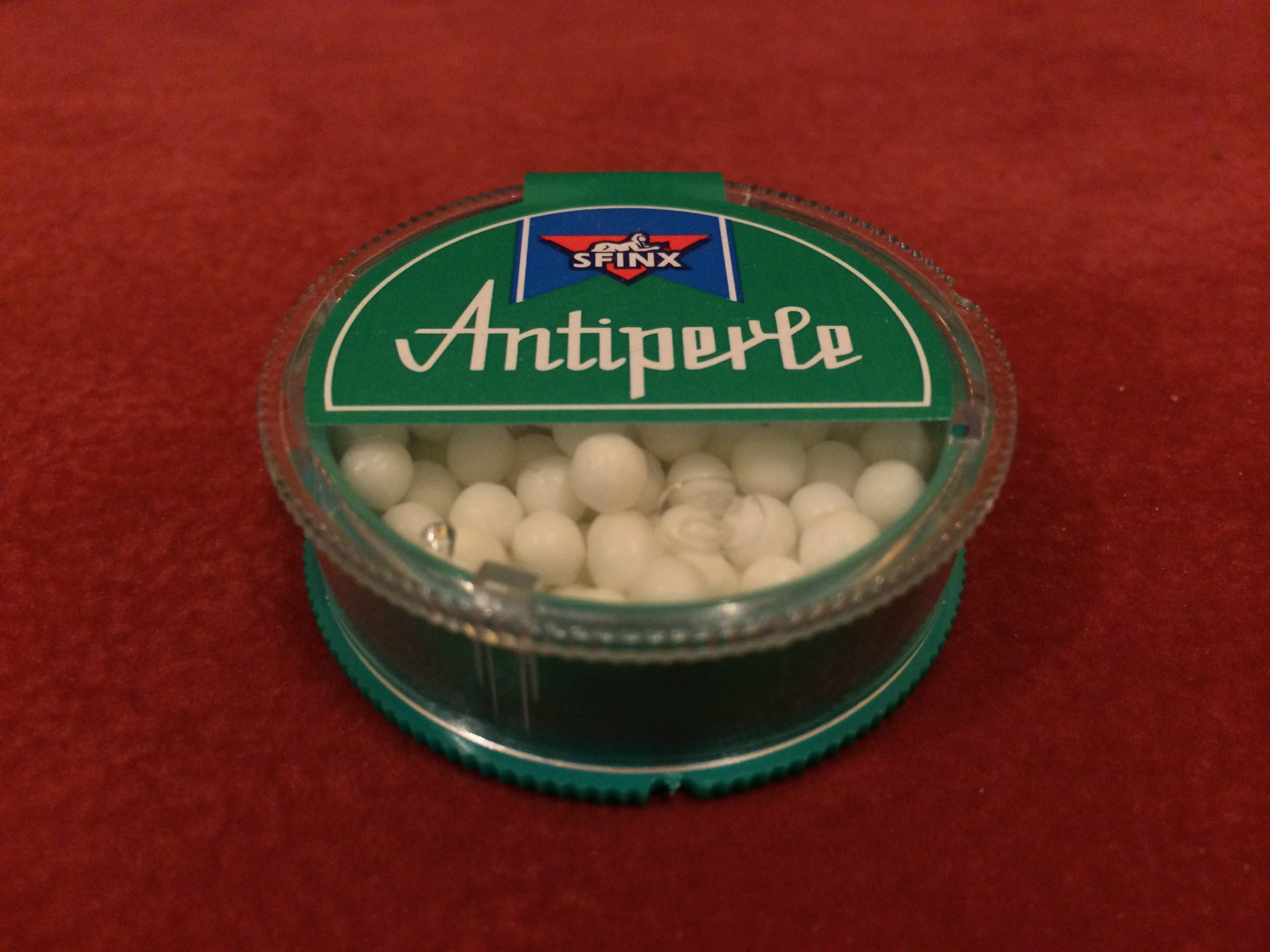
Antiperle

Antiperle byly mentolové bonbony přibližného tvaru koule, vyráběné Sfinxem.

## Historie

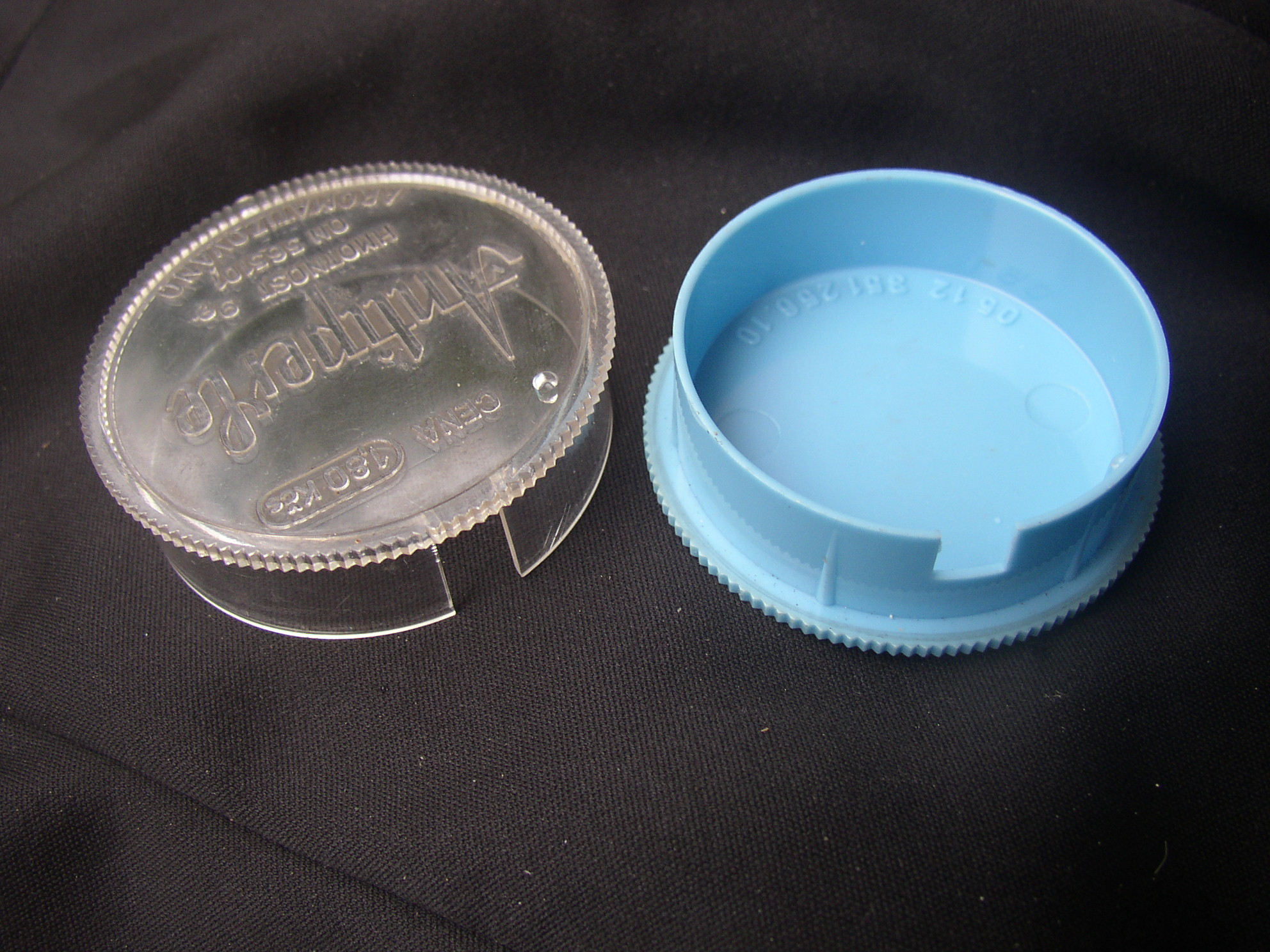
Rozložená prázdná modrá krabička od antiperlí (konec 80. let)

Antiperle vznikly v roce 1960 v Chotyni v pobočce libereckého podniku Lipo, vychází však ze staršího produktu Dr. Fragnera antiseptické ústní perle. Antiperle se prodávaly v plechových krabičkách.  Někdy v polovině šedesátých let 20. století se místo toho začaly prodávat v  modrých, červených a žlutých krabičkách ve tvaru malého válce. Víčko bylo vždy z průhledného plastu. Kolem roku 2011 se vyráběly pod značkou Sfinx v zelených krabičkách z polyethylenu a polypropylenu, u těchto krabiček se již zůstalo.

## Výroba
Na krystal cukru se nanáší postupně vrstvičky cukerného roztoku. Zhruba po dobu šesti týdnů se krystal zvětšuje na průměr asi čtyři milimetry. V minulosti se objevily snahy zmodernizovat a zrychlit tento postup, ale skončilo se s nimi, protože výsledné Antiperle byly příliš měkké.

## Složení
- cukr[8]
- glukózový sirup[8]
- aromata:
  - menthol,
  - eukalyptová silice,
  - skořicové aroma,
  - růžové aroma,
  - ethylvanilin[8]
- lešticí látky:
  - včelí vosk (E901),
  - karnaubský vosk (E903),
  - šelak (E904)[8]
- může, ale nemusí obsahovat stopy lepku[2]

Ve 100 g Antiperlí je přibližně průměrná energetická hodnota 1540 kilojoulů (tzn. 368 kilokalorií), 0 gramů bílkovin, 0 gramů tuků a 97,4 gramu sacharidů.